# Max Beerbohm
Henry Maximilian Beerbohm (født 24. august 1872 i London, England, død 20. maj 1956 i Rapallo, Genoa, Italien) var en britisk tegner og forfatter.
Beerbohm var en meget værdsat karikaturtegner, og parodien var i højsædet i hans forfatterskab. Han optrådte i det symbolistiske tidsskrift The Yellow Book og blev én af 1890'ernes dekadente kunstnerer.